# Culicoides lanei
Culicoides lanei är en tvåvingeart som beskrevs av Ortiz 1950. Culicoides lanei ingår i släktet Culicoides och familjen svidknott. Inga underarter finns listade i Catalogue of Life.